# Teoria unificada do crescimento
A teoria unificada do crescimento econômico foi desenvolvida para dar resposta à incapacidade da teoria endógena do crescimento econômico de explicar regularidades empíricas importantes nos processos de crescimento das economias individuais e da economia mundial como um todo. A teoria endógena apenas dava conta das regularidades empíricas no processo de crescimento de economias desenvolvidas nos últimos cem anos. Deste modo, não conseguia explicar as regularidades empíricas qualitativamente diferentes que caracterizavam o processo de crescimento em maiores períodos de tempo quer em economias desenvolvidas, quer em economias menos desenvolvidas. As teorias unificadas do crescimento económico são teorias endógenas que estão em conformidade com todo o processo de desenvolvimento, em particular a transição da época da estagnação malthusiana, que caracterizou grande parte do processo de desenvolvimento, para a era contemporânea de crescimento económico sustentado.
A teoria unificada do crescimento econômico foi apresentada originalmente por Oded Galor e pelos seus coautores, que conseguiram caracterizar apenas num sistema dinâmico um equilíbrio malthusiano inicial estável que acaba por desaparecer endogenamente devido à evolução das condicionantes do estado latente de desenvolvimento. Este processo provoca uma retoma do crescimento de transição, até que o sistema entra gradualmente num equilíbrio estável de crescimento moderno. O período malthusiano caracteriza-se por um desenvolvimento tecnológico e um crescimento populacional lentos, onde os benefícios do primeiro são contrabalançados pelo segundo. No período moderno de crescimento, os progressos tecnológicos não incentivam o crescimento da população mas sim a acumulação de capital, o que estimula ainda mais esses progressos.
Esta teoria reúne em apenas um quadro analítico as características principais do processo de desenvolvimento: (i) a era da estagnação malthusiana que marcou grande parte da história humana, (ii) a fuga  da armadilha malthusiana, (iii) a emergência da formação profissional do capital humano no processo de desenvolvimento, (iv) o início da transição demográfica, (v) as origens da era contemporânea de crescimento económico sustentado e (vi) a divergência do rendimento per capita entre os países.
A teoria unificada sugere que a transição da estagnação para o crescimento foi uma consequência inevitável do processo de desenvolvimento. Esta teoria também defende que a relação malthusiana inerente entre o ritmo dos progressos tecnológicos e a dimensão e a composição populacional acelerava o ritmo dos progressos tecnológicos e acabaria por dar maior importância à formação profissional como forma de acompanhar o ambiente tecnológico em constante mudança. O aumento da procura de formação por parte das indústrias provocou reduções significativas nas taxas de fertilidade, o que fez com que as economias guardassem uma parte maior dos lucros provenientes da acumulação de fatores e dos progressos tecnológicos para investir no fomento da formação do capital humano e do rendimento per capita, abrindo o caminho para o crescimento económico sustentado.
Esta teoria explora ainda a interação dinâmica entre a evolução humana e o processo de desenvolvimento económico, apresentando a hipótese de que as forças da seleção natural tiveram um papel primordial na evolução que a economia mundial sofreu, da estagnação para o crescimento. As pressões malthusianas agiram como um determinante fundamental na dimensão da população e, teoricamente, também moldaram a composição populacional através da seleção natural. As linhagens dos indivíduos cujos traços se relacionavam com o ambiente económico criaram maiores níveis de rendimento e, por conseguinte, um maior número de nados-vivos. O aumento gradual da representação dos seus traços na população contribuiu também para o processo de desenvolvimento e para o arranque da estagnação para o crescimento.
A Teoria Unificada do Crescimento Económico esclarece a discrepância do rendimento per capita em todo o mundo nos últimos dois séculos; identifica os fatores que condicionaram a transição da estagnação para o crescimento e que, portanto, contribuíram para as diferenças do desenvolvimento económico que se podem constatar em todo o mundo; destaca os efeitos persistentes que as variações das condições históricas e pré-históricas tiveram na composição do capital humano e no desenvolvimento económico pelos países. Por fim, revela as forças que levaram ao surgimento de clubes de convergência.